# فريدريش ويلهلم شولتس
فريدريش ويلهلم شولتس (1804-1876) (بالإنجليزية: Friedrich Wilhelm Schultz)‏ هو عالم نبات ألماني.